# François Linke

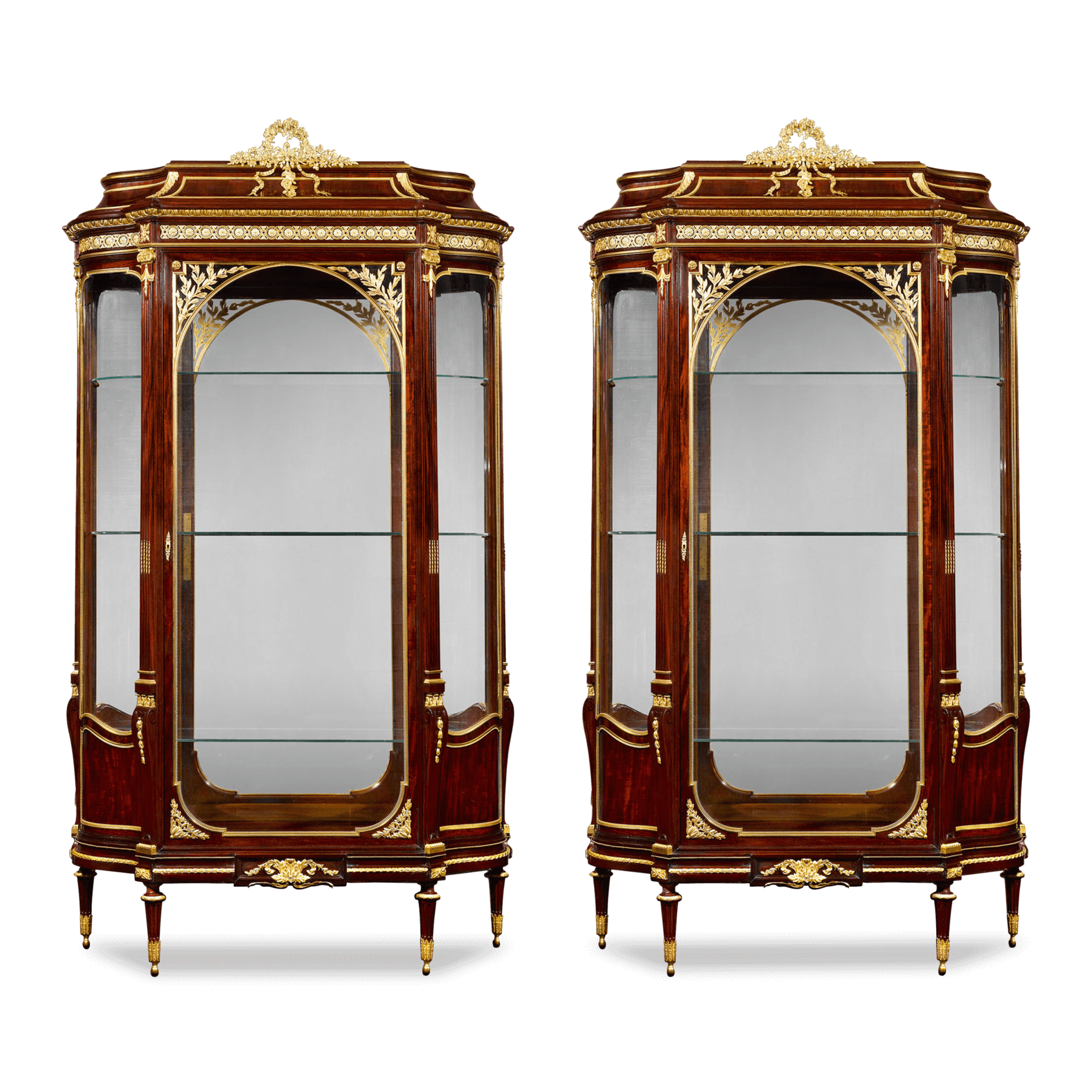
Rokoko-Vitrinen von François Linke (Um 1880)

François Linke, geboren als Franz Linke (* 17. Juni 1855 in Deutsch-Pankraz, Nordböhmen, Kaiserreich Österreich; † 30. Mai 1946 in Paris) war ein führender Pariser Ebenist.
François Linke wird als der bedeutendste Pariser Kunsttischler in der Zeit des ausgehenden 19. und beginnenden 20. Jahrhunderts angesehen. Die Hauptquellen seiner Arbeiten sind die Möbel des französischen Rokoko und des Klassizismus während der Regierung von Ludwig XV. (inklusive Régence) und Ludwig XVI.

## Leben
Franz Linke wurde als zweites von elf Kindern in dem Dorf Deutsch Pankraz nahe Deutsch Gabel Německé Jablonné, heute Jablonné v Podještědí von Maria Linke geboren. Sein Vater Albert arbeitete wie sein Onkel Martin als Steinmetz. Ab 1861 besuchte er die Schule im Dorf, das katholisch und deutschsprachig geprägt war. 1867 im Alter von zwölf Jahren endete seine Schulzeit.

### Ausbildung
1868 im Alter von 13 Jahren begann Franz Linke eine Ausbildung als Möbeltischler in einer Werkstatt im nahegelegenen Reichenberg. In dieser Zeit erlernte er auch die tschechische Sprache.

### Wanderschaft
Wie Linkes erhaltenes Arbeits-Buch belegt, arbeitete er drei Monate lang in Prag und von Juli 1872 bis Oktober 1873 in Wien, wo damals eine Weltausstellung stattfand. Dort war er als Gehilfe in einer Möbeltischlerei, die der Innung angehörte, tätig. Durch die Wiener Innung erhielt Franz Linke die Einschreibung als Geselle. Von Wien aus wanderte er nach Budapest und kehrte 1875 wieder nach Böhmen zurück.
Nach der Freistellung vom Militärdienst verließ Linke Österreich-Ungarn und wanderte 1875 über die Sächsische Schweiz nach Dresden und von Kursachsen aus weiter über Weimar in Thüringen und über Oberhessen und Rheinhessen bis nach Mainz. Ende 1875 verließ er Deutschland und wanderte weiter nach Paris, das er als Einundzwanzigjähriger zum Jahreswechsel 1875 erreichte. Es wird vermutet, dass Linke seine erste Anstellung bei dem aus Deutschland stammenden ébéniste Joseph-Emmanuel Zwiener war. Zwiener war Meister und verfügte im Gegensatz zu dem angekommenen Linke über eine Werkstatt und das notwendige Werkzeug.
Durch die sechsmonatige Befristung des Reisepasses für Fremdgeschriebe bis zum Alter von 23 Jahren war auch Franz Linke gezwungen sich wieder in Deutsch Gabel polizeilich zu melden. Linke kam dieser Verpflichtung jeweils Ende 1876, Mitte und Ende 1877 nach. Ab 1877 arbeitete er wieder in Reichenberg bei seinem alten Lehrmeister, dem Möbeltischler Franz Neumann. Er fertigte im Alter von 22 Jahren, während der zehn Monate in Reichenberg, sein Meisterstück, war aber damit noch kein Meister der Innung. Bereits im Oktober 1877 erreichte er Paris. Es scheint, dass Linke während der vorangegangenen Aufenthalte bereits seine Entscheidung getroffen hatte, dauerhaft in einer der rund 900 Pariser Werkstätten zu arbeiten und als Migrant in Frankreich zu bleiben. In Paris besuchte er die dritte Weltausstellung 1878.

### Eigene Werkstatt in Paris
1881 eröffnete Linke in der Rue du Faubourg Saint-Antoine 170 eine eigene Werkstatt, die er bis zu seinem Tod leitete. Die Faubourg Saint-Antoine war seit dem 18. Jahrhundert das Zentrum der Pariser Kunstschreinerei. Am 19. Mai 1881 heiratete Linke Julie Teutsch, mit der der vier Kinder, zwei Söhne und zwei Töchter, hatte. 1889 erlangte er ein unbeschränktes Aufenthaltsrecht in Frankreich und fünf Jahre später erwarb er die französische Staatsbürgerschaft.
In der Anfangszeit stellte Linke Möbel für etabliertere Produzenten, wie Jansen und Krieger, her. Mit der Verleihung einer Goldmedaille für ein "Grand Bureau" an der Weltausstellung von Paris im Jahr 1900 etablierte er sich definitiv als einer der führenden Ebenisten seiner Epoche. Er gründete 1903 einen Schauraum an der Place de Vendôme und erlebte einen bis zum Zweiten Weltkrieg anhaltenden Erfolg. 1906 wurde er von Frankreich zum Chevalier de l’Ordre de la Légion d’Honneur erhoben.
Auch nach der Jahrhundertwende nutzte Linke internationale Messen, um für seine Werkstatt neue Märkte zu erschließen. So beteiligte er sich 1904 an der Weltausstellung in St. Louis und 1908 an der französisch-britischen Ausstellung in London.
Das Stilspektrum der von ihm entworfenen Möbel reicht von Régence über Rokoko bis zu Louis XVI, doch adaptierte er seine Vorbilder dem Geschmack seiner Zeit, wobei sich namentlich Jugendstileinflüsse zeigen. Typrisch für Linkes Werkstatt sind auch vergoldeten Bronzebeschläge in der Tradition von André-Charles Boulle oder Charles Cressent.
Nach Linkes Tod wurde seine Werkstatt von seinem früheren Contre-Maître Hans (Jean) Bieder von Liestal aus weitergeführt.

## Arbeiten
- Linke Sofa